# ريان كريستي
ريان كريستي (بالإنجليزية: Ryan Christie)‏ (22 فبراير 1995 بإنفرنيس في المملكة المتحدة - ) هو لاعب كرة قدم بريطاني في مركز الوسط. شارك مع منتخب اسكتلندا تحت 21 سنة لكرة القدم. أما مع النوادي، فقد لعب مع نادي إنفرنيس ونادي سلتيك.

## وصلات خارجية
- ريان كريستي على موقع الاتحاد الدولي (مؤرشف)  (الإنجليزية)
- ريان كريستي على موقع الاتحاد الأوربي (الإنجليزية)
- ريان كريستي على موقع الاتحاد الإسكتلندي (الإنجليزية)
- ريان كريستي على موقع قاعدة بيانات كرة القدم.إي يو (الإنجليزية)
- ريان كريستي على موقع ليكيب (الفرنسية)
- ريان كريستي على موقع ناشيونال فوتبول تيمز (الإنجليزية)
- ريان كريستي على موقع Soccerbase.com (لاعب) (الإنجليزية)
- ريان كريستي على موقع Soccerway.com (الإنجليزية)
- ريان كريستي على موقع عالم كرة القدم.نت (الإنجليزية)
- ريان كريستي على موقع AS.com (الإسبانية)